# Meninatherium
Meninatherium telleri
Genre
Espèce
Meninatherium est un genre éteint mal connu de rhinocéros asiatiques, dont la seule espèce connue est Meninatherium telleri.
Le seul spécimen connu a été découvert en Slovénie au début du XXe siècle ; il date de l'Oligocène. Ce spécimen type a été détruit pendant la Seconde Guerre mondiale.

## Description
Il possédait une corne sur son museau et son corps était couvert de fourrure. Meninatherium est considéré comme un ancêtre prototype du rhinocéros laineux.